# Myyrmanni bombatámadás

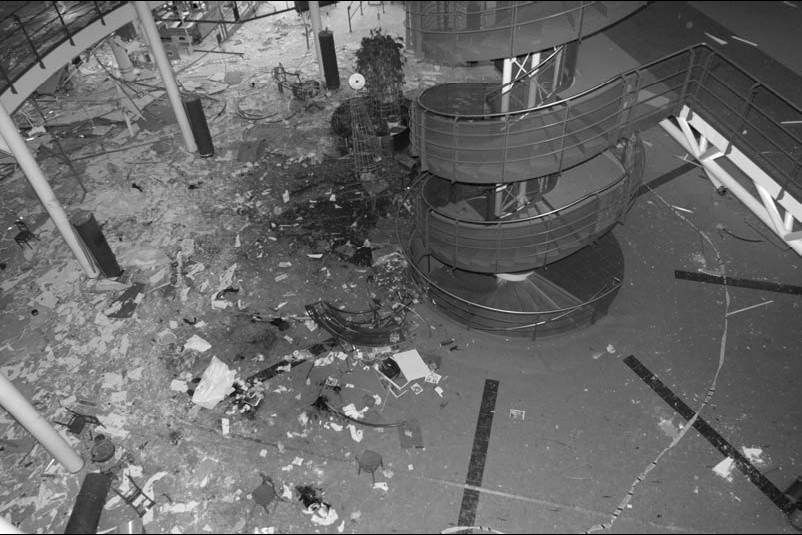
A Myyrmanni bombatámadás helyszíne

A myyrmanni bombatámadás egy 2002. október 11-én elkövetett bombatámadás volt a finnországi Vantaában, a helyi Myyrmanni bevásárlóközpontban. A robbanás hét embert (köztük két tizenévest, egy 7 évest és magát a merénylőt) ölt meg és 166 embert (köztük 10 gyereket) sebesített meg. Az áldozatok és sebesültek nagy száma azzal magyarázható, hogy a bevásárlóközpont tele volt (majdnem 2000 ember volt ott), a gyerekek épp egy bohócelőadást tekintettek meg.

## A merénylő
A merénylő a finn Petri Erkki Tapio Gerdt (1983. április 17. - 2002. október 11.) 19 éves kémia szakos technológus hallgató volt. Szabadidejében bombákat készített. Gyakori látogatója és használója volt a Kotikemia (Otthoni kémia) nevű webfórumnak. A bombát a házukban készítette, 2–3 kg ammónium-nitrát, nitrometán és puskapor felhasználásával. Az indítéka nem tisztázott, úgy vélik, a bomba véletlenül indult be magától. A rendőrség úgy véli, hogy mivel gyújtózsinór is tartozott a bombához, a merénylő elég időt akart adni magának, hogy elhagyja a helyszínt. Petri apja, Armas Gerdt azt állította, hogy fia a közeli erdőben szokta felrobbantani házi készítésű bombáit. Annak a lehetőségét, hogy Petri valamely terrorista szervezetnek tagja lett volna, kizárták.
Az apa írt egy könyvet Petrin matka Myyrmanniin (Petri útja Myyrmannig) címmel. A robbantás sokkolta Finnországot és a többi skandináv országot, ahol a robbantások eléggé ritkák.

## Külső hivatkozások
- Robbantás a Myyrmanniban, Juha Haataja szemtanú beszámolója
- Petriútja Myyrmanniba
- Myyrmäen pommi-isku, hírarchívum a finn televízióban
- Helsinki bomb tragedy points to social tensions in Finland
- Terrortámadás Helsinkiben